# فرودگاه مکو اکرس
فرودگاه مکو اکرس (به انگلیسی: Mach-O Acres Airport) یک فرودگاه خصوصی است که یک باند فرود چمن دارد و طول باند آن ۳۹۶ متر است. این فرودگاه در کشور ایالات متحده آمریکا قرار دارد و در ارتفاع ۱۳۲ متری از سطح دریا واقع شده است.